# Чудо с косичками
«Чудо с косичками» — художественный фильм, снятый в 1974 году режиссёром Виктором Титовым. 
Картина рассказывает о мире женской спортивной гимнастики 1970-х годов, когда сторонники академических традиций вступили в противостояние с приверженцами сверхсложных элементов. Прототипом героини Татьяны Малышевой стала олимпийская чемпионка Ольга Корбут, фрагменты спортивной биографии которой легли в основу сценария. Главную роль исполнила Ирина Мазуркевич; это был её дебют в кинематографе. На Всесоюзном кинофестивале спортивных фильмов (1976) спортивная драма «Чудо с косичками» получила призы в номинациях «За лучшую женскую роль» и «За лучшую операторскую работу».

## Сюжет
Фильм построен как своеобразный репортаж с крупного международного турнира по спортивной гимнастике. Борьба за первое место в личном зачёте разворачивается между спортсменкой из ГДР Эльзой Штрам и представительницами советской сборной — Татьяной Малышевой и Светланой Кропотовой. Штрам и Кропотова — приверженцы классического направления развития гимнастики. Таня Малышева, которую называют «чудом с косичками», вместе со своим тренером является ниспровергателем канонов и традиций; их девиз — «ультрасовременность в сочетании с виртуозностью». Из-за травмы, полученной «на ровном месте», Татьяна более полугода не участвовала в соревнованиях. За время её отсутствия Международный технический комитет ввёл запрет на элементы класса «ультра-си», связанные с риском для здоровья спортсменов.
Тем не менее, выполняя упражнение на бревне, Таня делает сальто назад в группировке — это элемент высшей категории сложности. Зрители сначала бурно аплодируют, а затем, увидев невысокую оценку на табло, начинают негодовать. Комментатор поясняет, что судьи снизили ей баллы за нарушение правил. Во время перерыва к тренеру Татьяны подходят члены технического комитета, арбитры, журналисты и настоятельно просят не включать в программу на брусьях знаменитую «петлю». Наставник, выслушав претензии, отвечает: «Представьте, что вы научились летать. Неужели вам не захочется показать людям, что они тоже смогут когда-нибудь ощутить чувство полёта?» Тем временем тренер пребывающей в смятении Светланы Кропотовой убеждает свою подопечную в том, что отсутствие трюков в её упражнениях связано с пониманием, что «гимнастика — это не цирк».
Перед опорным прыжком атмосфера в зале накаляется: тройка лидеров уже определена. Малышева демонстрирует на снаряде новый элемент — прыжок с поворотом на 360 градусов. Однако табло никак не реагирует на её выступление. Выясняется, что судьи решили не засчитывать это сверхсложное упражнение. У Татьяны остаётся ещё одна попытка — по словам комментатора, ей достаточно чисто, без помарок, выполнить любой академический прыжок, и она станет недосягаемой для соперниц. Перед выходом на помост спортсменка идёт советоваться с тренером. Тот говорит, что «неприятности проходят, а это — остаётся». Гимнастка понимает наставника с полуслова: она вновь выполняет элемент «ультра-си». Возникает пауза, после которой судьи, покорённые упорством «чуда с косичками», ставят Малышевой 9,9 балла — высшую оценку соревнований.

## История фильма
Потребность в появлении на экране героини, подобной Татьяне Малышевой, возникла в СССР во второй половине 1960-х годов. Это было связано как со спортивными причинами (в ту пору в женской гимнастике шёл весьма болезненный процесс смены поколений и лидеров), так и с политическими мотивами: после ввода войск в Чехословакию и подавления «пражской весны» участникам международных соревнований нередко доводилось сталкиваться с антисоветскими настроениями. К примеру, олимпийская чемпионка из Чехословакии Вера Чаславска во время церемонии награждения откровенно демонстрировала неприязнь по отношению к советским гимнасткам.
Кинематограф СССР откликнулся на ситуацию созданием нескольких фильмов, призванных поддержать «политически проблемный вид спорта». Так, была выпущена в прокат спортивная драма «Новенькая», в которой — наряду с другими членами сборной — снималась гимнастка Тамара Лазакович. Именно Лазакович, по утверждению обозревателя журнала «Искусство кино» Сергея Цыркуна, изначально была носительницей бренда «чудо с косичками». Позже этот образ закрепился за юной Ольгой Корбут, способной — благодаря пластичности и миниатюрности — бесстрашно выполнять сверхсложные элементы, с которыми не справлялись её соперницы с более женственными формами. Лента «Чудо с косичками» создавалась с установкой на узнаваемость Ольги Корбут, её прыжков и поворотов; она же выполняла в картине и ряд упражнений.
На роль Татьяны Малышевой была приглашена пятнадцатилетняя студентка Горьковского театрального училища Ирина Мазуркевич, в течение восьми лет занимавшаяся спортивной гимнастикой. По воспоминаниям актрисы, во время съёмок, проходивших в Москве, она жила в доме режиссёра Виктора Титова и воспринималась его близкими как третий ребёнок в семье. Спортивная драма «Чудо с косичками» была выпущена в 1974 году. На заседании коллегии Госкино СССР фильму была присвоена вторая категория. В 1976 году картина была представлена на Всесоюзном кинофестивале спортивных фильмов. Там кинодебют Ирины Мазуркевич был отмечен призом «За лучшую женскую роль». Призы «За лучшую операторскую работу» получили Анатолий Николаев и Владимир Николаев.

## Своеобразие картины
Фильм «Чудо с косичками», по утверждению Сергея Цыркуна, нёс весьма смелые для того времени посылы. Во-первых, создатели картины показали, что в Советском Союзе существовал не только любительский, но и профессиональный спорт. Во-вторых, они продемонстрировали всю степень риска, которую допускает тренер, предлагающий гимнастке, только что восстановившейся после травмы, выполнять — без страховки и в обход требований спортивных инстанций — элементы категории C. Кроме того, сценарист и постановщик познакомили зрителей с «внутренней кухней» сборной команды, где существовало противостояние и между наставниками, и между их воспитанницами. К примеру, в образе Таниной соперницы — академически точной Светланы Кропотовой — угадывалась гимнастка Людмила Турищева. Подобная откровенность вызвала определённое недовольство со стороны критиков 1970-х годов. В коллективном сборнике «Эстафета», приуроченном к старту московской Олимпиады, работа создателей «Чуда с косичками» была названа тенденциозной:

В фильме «Чудо с косичками» («Мосфильм», режиссёр В. Титов) авторы, изображая соперничество двух звёзд гимнастики, довольно прозрачно строили его на известных прототипах и решили крайне тенденциозно и бездоказательно в пользу одного типа характера. Подобный, недостаточно творческий, уровень решения не может удовлетворить ни спортсменов, ни кинематографистов. А вместе с тем спортивная жизнь сама несёт свои предложения.

## Продолжение темы
Продолжением заданной темы стал выход в 1978 году документальной киноленты А. Белобокова и А. Добровольского «Ты в гимнастике». В ней снималось несколько советских спортсменок, пришедших на смену Корбут и Турищевой, но основное внимание было уделено восемнадцатилетней Елене Мухиной. Несмотря на то, что в её биографии уже были тяжёлые повреждения, гимнастка сообщала журналистам, что готова «тренироваться и выступать с любыми травмами». Готовя Мухину к московской Олимпиаде, специалисты составили для неё «космическую» программу с элементами «ультра-си». Добавив к «петле Корбут» винт, она с тренером усовершенствовала суперсложный элемент — фактически появилась «петля Мухиной». Однако показать его на Олимпийских играх гимнастка не смогла: во время одной из тренировок Елена получила травму позвоночника, навсегда приковавшую её к инвалидному креслу. В том же 1980 году исчезла с экранов и картина «Ты в гимнастике».
По замечанию кинокритика Сергея Кудрявцева, фильм «Чудо с косичками», в котором неоднократно звучало предостережение о необходимости исключить из гимнастики элементы, связанные с риском для здоровья, оказался пророческим не для героев и их прототипов, а для тех спортсменок, которые увидели в Тане Малышевой образец для подражания.

## В ролях
| Актёр              | Роль                       |
| ------------------ | -------------------------- |
| Ирина Мазуркевич   | Таня Малышева              |
| Анна Жарова        | Светлана Кропотова         |
| Игорь Ясулович     | тренер Тани Малышевой      |
| Александр Калягин  | тренер Светланы Кропотовой |
| Наум Дымарский     | телекомментатор            |
| Нина Агапова       | руководитель команды       |
| Александр Халецкий | Митя                       |

## Создатели фильма
- Виктор Титов — режиссёр
- Александр Лапшин — автор сценария
- Анатолий Николаев — оператор
- Владимир Николаев — оператор
- Ирина Лукашевич — художник-постановщик
- Станислав Биц — звукорежиссёр
- Владислав Казенин — композитор
- Гарри Гуткин — директор картины